# Elecciones generales de Irlanda de 2016
Las elecciones generales de Irlanda de 2016 se llevaron a cabo el 26 de febrero de 2016, tras la disolución de Dáil el 3 de febrero por el presidente Michael D. Higgins, a petición del Taoiseach Enda Kenny.
Después de la elección, el partido de Kenny, Fine Gael continúa siendo el partido más votado en el Dáil, aunque habiendo perdido 26 escaños en comparación con las elecciones anteriores. El principal partido de la oposición Fianna Fáil, que había sufrido su peor resultado electoral en 2011, obtuvo más del doble de la cantidad de asientos (44) y pasando a ser el segundo partido del Dáil. Sinn Féin se esperaba que aumentara sus escaños, animado por las encuestas de opinión colocándolo por delante de Fianna Fáil, pero al final se convirtió en el tercer partido más votado con 23 diputados. El Partido Laborista, que había formado parte de un gobierno gobierno de coalición con el Fine Gael, y que había vuelto de su mejor momento de la historia al obtener 37 escaños en 2011, se redujo a tan sólo siete diputados, su cuota más baja de la historia de escaños al Dáil. Los partidos minoritarios y políticos independientes ocuparon los 34 escaños restantes.

## Escenarios pre-elecciones
El gobierno saliente era una coalición formada por Fine Gael y el Partido Laborista dirigido por el Taoiseach Enda Kenny y la Tánaiste Joan Burton. Fianna Fáil, Sinn Féin, la Alianza Antiausteridad, Renua Irlanda, Socialdemócratas, Acción de Trabajadores y Desempleados e independientes conformaban la oposición en el Dáil.
Mientras que la Constitución le da la autoridad al Taoiseach para disolver el Dáil, en virtud de la ley electoral de la fecha exacta de la votación fue especificada por el ministro de Medio Ambiente, el laborista Alan Kelly. Kenny rechazó los rumores, en octubre del año 2015, que iba a llamar a elecciones en noviembre para sacar provecho en aumentar el apoyo al Fine Gael. En enero de 2016, los medios de comunicación informaron que el Fine Gael y Laboristas favorecieron respectivamente jueves 25 y el viernes 26 de febrero de 2016, como fecha de las elecciones; siendo esto después confirmado por Kenny.

## Resultados
| Partido | Partido                                             | Líder                                               | Votos     | % FPv | Swing% | TDs | Cambio (desde 2011) | % de miembros |
| ------- | --------------------------------------------------- | --------------------------------------------------- | --------- | ----- | ------ | --- | ------------------- | ------------- |
|         | Fine Gael                                           | Enda Kenny                                          | 544.140   | 25.5  | 10.6   | 50  | 26                  | 31.6          |
|         | Fianna Fáil                                         | Micheál Martin                                      | 519.356   | 24.3  | 6.9    | 44  | 24                  | 27.8          |
|         | Sinn Féin                                           | Gerry Adams                                         | 295.319   | 13.8  | 3.9    | 23  | 9                   | 14.6          |
|         | Partido Laborista                                   | Joan Burton                                         | 140.898   | 6.6   | 12.8   | 7   | 30                  | 4.4           |
|         | Alianza Antiausteridad-El Pueblo Antes que el Lucro | Varios                                              | 84.168    | 3.9   | 1.7    | 6   | 2                   | 3.8           |
|         | Independientes por el Cambio                        | Varios                                              | 31.365    | 1.5   | -      | 4   | 4                   | 2.5           |
|         | Socialdemócratas                                    | Catherine Murphy, Róisín Shortall, Stephen Donnelly | 64,094    | 3.0   | -      | 3   | 3                   | 1.9           |
|         | Partido Verde                                       | Eamon Ryan                                          | 57,999    | 2.7   | 0.8    | 2   | 2                   | 1.3           |
|         | Renua Ireland                                       | Lucinda Creighton                                   | 46,552    | 2.2   | 2.2    | 0   |                     | 0             |
|         | Democracia Directa                                  | Pat Greene                                          | 6,481     | 0.3   | 0.3    | 0   |                     | 0             |
|         | Partido de los Trabajadores                         | Michael Donnelly                                    | 3,242     | 0.2   | 0,05   | 0   |                     | 0             |
|         | Demócratas Católicos                                | Nora Bennis                                         | 2,013     | 0.1   | 0,1    | 0   |                     | 0             |
|         | Fís Nua                                             | Varios                                              | 1,224     | 0.1   | 0,05   | 0   |                     | 0             |
|         | Partido Democrático                                 | Ken Smollen                                         | 971       | 0     |        | 0   |                     | 0             |
|         | Partido Comunista                                   | Lynda Walker                                        | 185       | 0     |        | 0   |                     | 0             |
|         | Identidad de Irlanda                                | Peter O'Loughlin                                    | 183       | 0     |        | 0   |                     | 0             |
|         | Alianza Independiente                               | Varios                                              | 88,930    | 4.2   | 4.2    | 6   | 6                   | 3.8           |
|         | Independientes                                      | —                                                   | 249,285   | 11.7  | 1.3    | 13  | 1                   | 8.4           |
| Total   | Total                                               | Total                                               | 2,136,405 | 100   |        | 158 | Turnout             | 65.1%         |

1. ↑  Cambio el número de asientos con respecto al 2011.
2. ↑  El total del Fine Gael incluye Ceann Comhairle Seán Barrett, que fue re-elegido automáticamente.
3. ↑  Los candidatos independientes elegidos fueron Séamus Canney, Kevin "Boxer" Moran, Michael Collins, Noel Grealish, John Halligan, Danny Healy-Rae, Michael Healy-Rae, Michael Lowry, Finian McGrath, Mattie McGrath, Michael Harty, Catherine Connolly, Denis Naughten, Maureen O'Sullivan, Thomas Pringle, Shane Ross, Michael Fitzmaurice y Katherine Zappone.

## Formación de gobierno
Enda Kenny inmediatamente reconoció que el gobierno de coalición saliente entre Fine Gael y Laboristas sería incapaz de continuar debido a insuficiente cantidad de escaños obtenidos. Esto llevó a la especulación de la posibilidad de una coalición entre el Fine Gael y Fianna Fáil, de un gobierno en minoría, o repetición de las elecciones generales más adelante en 2016. Las negociaciones para formar un gobierno se pusieron en marcha en marzo.
El 29 de abril, después de 63 días de conversaciones, Fine Gael y Fianna Fáil llegaron a un acuerdo sobre un gobierno en minoría del Fine Gael; y Kenny fue reelegido como Taoiseach el 6 de mayo.